# La tentatrice
La tentatrice (The Temptress) è un film muto del 1926 diretto da Fred Niblo e, non accreditato, Mauritz Stiller.
La sceneggiatura è tratta dal romanzo La tierra de todos di Vicente Blasco Ibáñez. Presentato nelle sale il 10 ottobre del 1926, fu il secondo film americano interpretato da Greta Garbo.

## Trama
Durante un ballo in maschera Elena, una donna giovane e bellissima, incontra Robledo, un ingegnere argentino, e i due sono travolti da un'improvvisa passione. La donna confessa di non esser legata a nessun altro uomo e, pur non rivelandogli il proprio nome, gli dice che potranno rivedersi ogni notte nello stesso luogo dove si sono incontrati la prima volta. Robledo, allora, le dona il proprio anello con rubino. In seguito, l'ingegnere fa visita al marchese di Torre Bianca, e a casa di questi scopre che la donna misteriosa si chiama Elena ed è sposata al nobiluomo. Robledo, uomo di sani principi, cerca di respingere la donna, anche perché lei gli ha mentito ma ella, ancora una volta, gli dice di amarlo e il giovane non riesce a distaccarsene, come sotto l'effetto di un incantesimo. 
Poco tempo dopo Elena, con il marito e Robledo, sono invitati ad una cena offerta da Fontenoy, un banchiere innamorato anch'egli della donna. Alla fine della festa Fontenoy si avvelena davanti a tutti dopo aver accusato Elena di averlo rovinato. La morte del banchiere rovina anche il marito di Elena, che dipendeva finanziariamente da Fontenoy e che aveva favorito per interesse una relazione tra il banchiere e sua moglie ("Mio marito mi vendette a Fontenoy" dirà in seguito Elena a Robledo). Per salvare il marito dalla rovina e ripagare i suoi debiti, Elena gli consegna tutti i suoi gioielli. Poco dopo riceve la visita dell'ingegnere che la vuole salutare prima di ritornare in Argentina. Ancora una volta, la donna si dichiara follemente innamorata ma Robledo, benché turbato, si allontana da lei. 
Giunto in Argentina, dove sta dirigendo la costruzione di una diga, Robledo rivede i suoi amici più cari, Canterac, Pirovani, Timoteo e Rojas oltre a Celinda, una ragazza innamorata di lui. La costruzione della diga procede ma Robledo deve anche occuparsi di Manos Duras, un malvivente a capo di una banda che ruba i cavalli utilizzati per i lavori e induce molti uomini ad abbondonare il cantiere per unirsi ai banditi. 
Sono passati tre anni quando una diligenza arriva nel piccolo paese che sorge nei pressi della diga in costruzione. Ne scendono il marchese di Torre Bianca e sua moglie, vestita con classe e con un'eleganza che maggiormente risalta al confronto con gli abiti semplici degli abitanti del povero villaggio. La coppia, ormai al verde, si è recata in Argentina per avere una seconda possibilità e quel che restava dei gioielli di Elena ha pagato il viaggio dalla Francia. Tutti gli uomini presenti restano incantati dalla bellezza di Elena, anche gli amici di Robledo, soprattutto Canterac e Pirovani, che dimenticano i propri amori lontani. A perdere la testa per la donna è anche il bandito Manos Duras che insieme ai suoi uomini si presenta per cantarle una serenata e conquistarla. Quando il fuorilegge cerca di baciarla, però, Elena lo respinge e a difendere la donna e il suo onore è Robledo, che accetta di sfidare Manos in un duello "all'argentina", in cui i due uomini a torso nudo si affrontano armati di frusta. Benché più volte ferito, l'ingegnere riesce a prevalere. Elena, immediatamente dopo la fine del duello, si prende cura delle ferite di Robledo, ma l'infido Manos per vendicarsi spara attraverso una finestra e colpisce accidentalmente il marito di Elena, uccidendolo. 
Qualche tempo dopo, Robledo è guarito e Celinda, la ragazza che lo ama, gli fa notare che da quando Elena ha messo piede in paese nessuno è più felice. Robledo comprende che la ragazza ha ragione e si reca da Elena per darle il biglietto della nave per tornare in Francia, oltre a del denaro, spiegandole che a causa sua gli uomini stanno trascurando il loro lavoro. La donna, allora gli propone di partire insieme. Seppur combattuto l'uomo rifiuta e resiste al fascino della donna, andandosene. 
Poco dopo, Canterac organizza una "fiesta" in onore di Elena, deciso a conquistarla. Appartatosi con la donna le dichiara il proprio amore e cerca di farla sua, ma Elena gli resiste. Proprio in quel momento arriva Pirovani che folle di gelosia cerca di accoltellare Canterac, ma questi lo trafigge con la sciabola e lo uccide. Robledo, sopraggiunto poco dopo, ingiunge a Canterac di andarsene e poi raggiunge Elena, accusandola della morte del suo amico e degli altri uomini morti per lei, a partire da Fontenoy. "Non per me, ma per il mio corpo! Non per la mia felicità, ma per la loro!" gli risponde la donna. 
Nel frattempo Manos Duras con i suoi uomini fa esplodere delle cariche di dinamite alla base della diga che inizia a cedere. Robledo accorre e inizia a dirigere gli uomini cercando di evitare il peggio, non esitando a mettere mano alla pistola per farsi ubbidire. Il lavoro degli operai è anche ostacolato da un nubifragio e alla fine il solo Robledo, benché stremato, rimane a combattere per evitare il crollo della diga, che comunque cede. Dopo il disastro, ritorna furioso da Elena che ritiene colpevole anche di questa tragedia e quasi sta per strangolarla, accorgendosi subito però che non ne è capace, poiché la ama perdutamente e più di ogni altra cosa.

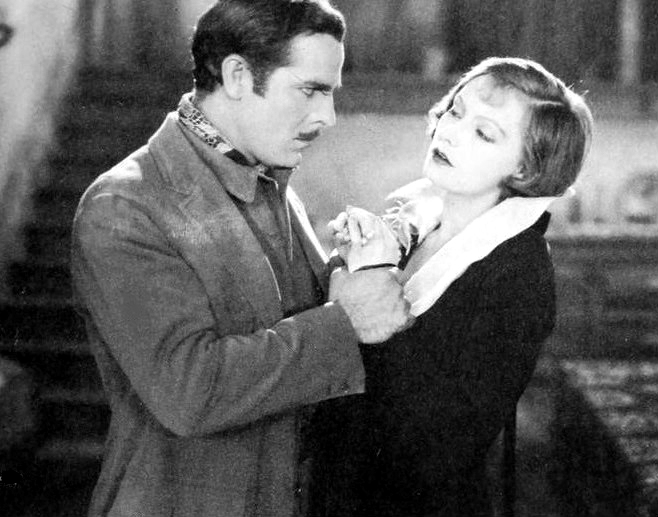
Antonio Moreno e Greta Garbo in una scena del film

Il mattino seguente, dopo la notte passata insieme, silenziosamente Elena, rendendosi conto che Robledo non potrà mai essere felice con lei, lo lascia mentre sta ancora dormendo, spiegandogli i motivi del suo gesto con un biglietto, e torna a Parigi. 
Sei anni dopo, la diga è stata completata e Robledo è diventato un ingegnere famoso. Insieme alla sua fidanzata Celinda torna a Parigi. Fuori dell'hotel c'è una piccola folla di ammiratori ed ammiratrici ad attenderlo ed in mezzo a queste vi è anche Elena, vestita modestamente e la cui bellezza appare sfiorita. La donna però cerca di non farsi notare da Robledo e fa per allontanarsi, ma è l'ingegnere, mentre sale su un taxi, a riconoscerla. La segue e la trova seduta al tavolino di un bistrot. Elena è mal ridotta, abusa dell'alcol e quando Robledo si presenta lei mente, confessando di non ricordarsi di lui perché ella "incontra così tanti uomini". L'uomo non riesce a credere che lei abbia dimenticato tutto del loro amore e si dice pronto a fare qualunque cosa per lei ma Elena gli chiede solo di pagarle da bere. 
Credendo di averla perduta per sempre, Robledo le mette, non visto, del denaro nella borsetta e si allontana rassegnato.

## Produzione
Il regista svedese Mauritz Stiller, la cui influenza aveva aiutato i primi successi della Garbo, venne chiamato a dirigere The Temptress subito dopo la firma del contratto da parte dell'attrice. Per la sua scarsa padronanza della lingua inglese e per dissapori con i dirigenti della MGM venne però sostituito dopo dieci giorni da Fred Niblo, nonostante la grande quantità del materiale già girato, sostituzione che turbò molto l'attrice. Inoltre, quattro giorni dopo l'inizio delle riprese la Garbo ricevette dalla Svezia la notizia della morte di sua sorella Alva. 
Nonostante una produzione travagliata, il film ebbe un ottimo riscontro al botteghino, incassando in tutto il mondo 965.000 dollari. Pur non riuscendo a coprire interamente i costi, mostrò le potenzialità della Garbo come attrice di successo.
Del finale originale venne girata una versione alternativa a "lieto fine", pare su indicazione dello stesso Louis B.Mayer, preoccupato della reazione del pubblico ad un finale particolarmente triste. I cinema che proiettavano il film potevano scegliere quale finale utilizzare a seconda dei gusti del proprio pubblico.

## Titolo del film in altre lingue
- The Temptress: USA (titolo originale)
- Totentanz der Liebe: Austria
- La tentatrice: Belgio
- La tentatrice: Francia
- Dämon Weib: Germania
- Ο πειρασμος (O peirasmos): Grecia
- La tentatrice: Italia
- Fristerinnen: Norvegia
- Een fatale vrouw: Paesi Bassi
- A Tentadora: Portogallo
- La tierra de todos: Spagna
- Tentación: Venezuela
- Fresterskan: Svezia
- Zavodnica: Yugoslavia: (serbo)